# 합살루성
합살루성(에스토니아어: Haapsalu piiskopilinnus)은 에스토니아 합살루에 위치한 성 또는 성당이며 13세기 외젤비크 주교구에 세워졌다. 이 성에는 매년 8월 보름달이 뜨는 날에 채플 혹은 감옥 건물 내부 벽에 '백색 여인(독일어: Weißen Dame)'이라는 여인의 형상이 출현한다는 전설이 전해 내려온다.